# Билокация
Билокация е термин, който означава, че даден човек или предмет е или изглежда, че е едновременно на две различни места.
Счита се, че билокацията е по-скоро физически феномен, при който човек има човешки реакции и може да взаимодействия с околното пространство, включително боравене и преместване на предмети подобно на всеки човек. В повечето случаи билокацията е несъзнателна и независима от човешката воля.
В католическата църква знаменити личностии, известни с тази способност, са св. Антоний от Падуа, Аполоний Тиански, Падре Пио и Марта Робин, френският окултист Филип от Лион.
През 1774 г. св. Алфонс Лигуари е изпаднал в транс, докато е отслужвал литургия и е бил едновременно на смъртния одър на папа Климент XIV.
Има свидетелства, че английският окултист Алистър Кроули също е извършвал билокация, но не е осъзнавал случващото се на всички различни места.